# Pithecops phoenix
Pithecops phoenix är en fjärilsart som beskrevs av Johannes Karl Max Röber 1886. Pithecops phoenix ingår i släktet Pithecops och familjen juvelvingar. Inga underarter finns listade i Catalogue of Life.

## Bildgalleri

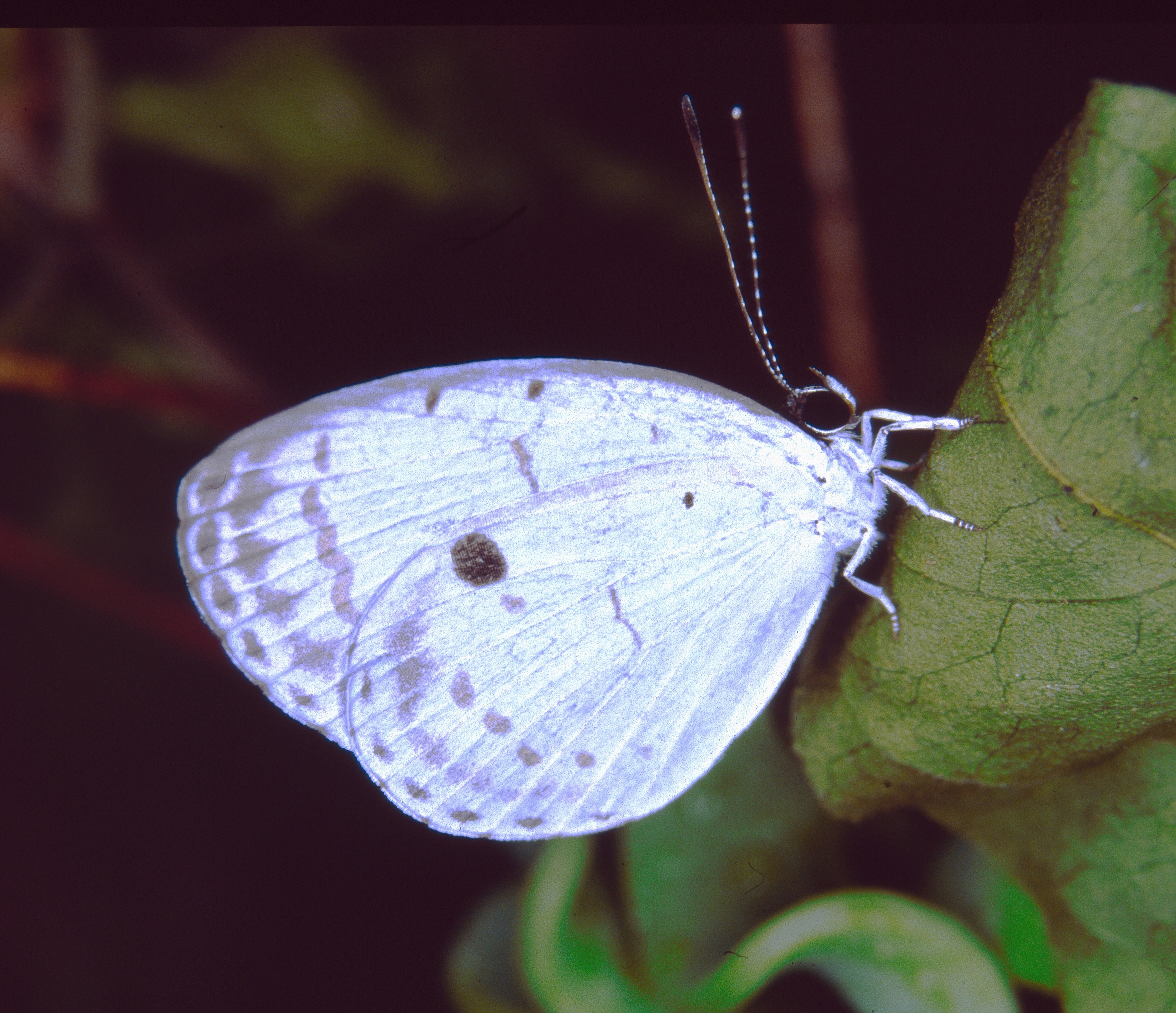
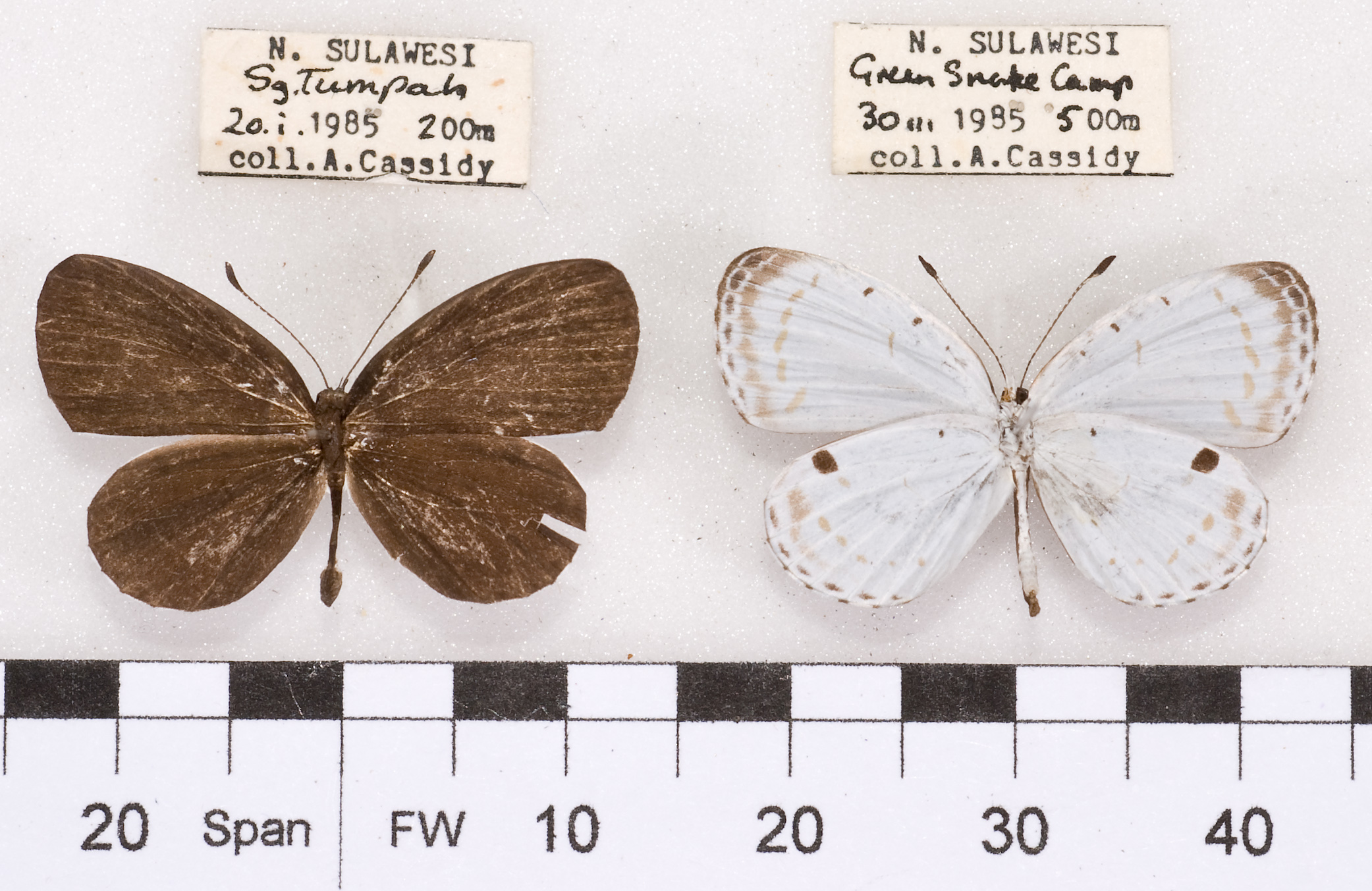